# 도쿠소
도쿠소(得宗)은 일본 가마쿠라 막부(鎌倉幕府)의 싯켄(執権) 호조씨(北条氏)의 소료(惣領)의 가계(家系)이다. 발음은 같되 글자만 다르게 해서 徳崇나 徳宗로도 표기하기도 한다.
초대 싯켄 호조 도키마사(北条時政)를 초대로 세며, 2대 요시토키(義時)로부터 그 적류(嫡流)인 야스토키(泰時), 도키우지(時氏), 쓰네토키(経時), 도키요리(時頼), 도키무네(時宗), 사다토키(貞時), 다카토키(高時)의 9대를 헤아린다.

## 이름의 유래
「도쿠소」(得宗)란 2대 요시토키와 관련이 있는 단어로, 일본에서는 연구자에 따라 요시토키의 별칭, 계명(戒名), 추호(追号) 등 의견이 다르다. 최근의 연구에서는 「徳崇」에 해당하는 자(字) ・ 약자로 선종(禅宗)에 귀의했던 5대 도키요리가 정토종(浄土宗) 계열의 종파를 신앙하고 있었던 요시토키에게 추증한 선종 계열의 추호(追号)일 가능성이 지적되고 있다. 때문에 요시토키류(義時流), 도쿠소케(得宗家)라고 부르기도 한다. 사료에 따라서는 호조 씨의 적류(嫡流)의 당주를 「도쿠소」라 지적해 부르는 사례도 적지 않아, 행정용어였다고 보기도 한다.

## 역사
가마쿠라 시대에 도쿠소케는 전속 피관(被官)인 미우치비토(御内人), 가정(家政) 기관(공문소公文所)과 소령(所領)을 보유하고 싯켄(執権), 여러 구니(国)의 슈고(守護)직이나, 로쿠하라 단다이(六波羅探題)를 비롯한 막부의 요직 과반을 점하는 호조 일문의 최상위에 위치해 있었다. 다만 호조 도키요리 이전에는 도쿠소와 싯켄은 같은 인물인 것이 통례였다.
가마쿠라 시대 후반에 이르면 도쿠소케는 호조 일문을 포함한 다른 유력 고케닌(御家人)마저 압도하게 된다. 도키요리 이후에 싯켄직에 취임한 뒤에 이를 일족의 사람에게 넘겨주고 출가해, 실권을 행사하는 케이스도 보인다. 이러한 싯켄직과 도쿠소의 관계는 같은 시대 조정에서의 천황과 치천의 군(治天の君)의 관계와 유사한 점이 있다는 지적도 있다.
몽골의 일본 원정 이후에는 미우치비토가 막부 정치에 영향력을 발휘하고, 도쿠소 저택에서 행해지는 호조 일문이나 미우치비토의 사적인 회합인 요리아이(寄合)가 효조슈(評定衆)에 의한 막부의 공식 합의체(효조評定)를 대체하는 실질상의 막부 정치 최고 기관이 된다. 이를 일본 학계에서는 도쿠소 전제 체제(得宗専制体制)라고 한다.

### 싯켄 정치의 확립
헤이안 시대(平安時代) 말기 호조 씨는 셋쓰 겐지(摂津源氏)의 미나모토노 요리마사(源頼政)의 지행국(知行国)이었던 이즈(伊豆)의 한미한 호족에 지나지 않았는데, 가와치 겐지(河内源氏)로써 이즈에 유배 와 있으면서 호조 도키마사의 딸 마사코(政子)와 혼인해 연척이 된 미나모토노 요리토모(源頼朝)가 각지에서 벌어진 반헤이케 거병에 호응해 군사를 일으켰을 때 이를 따랐고, 요리토모가 조정으로부터 쇼군으로 임명되어 가마쿠라에 열었던 일본 최초의 막부의 요인이 되었다. 요리토모 사후에는 요리토모의 부인이었던 마사코나 처남인 호조 요시토키가 막부의 정치를 주도했으며 와다 씨(和田氏) 등 유력 고케닌을 배척하고 또한 조큐의 난(承久の乱)에 있어서도 고케닌들을 통솔하여 교토 조정이나 반 호조 세력을 제압하였다.
앞서 3대 쇼군 미나모토노 사네토모(源実朝)의 죽음으로 요리토모의 직계가 단절된 뒤, 가마쿠라 막부는 조정으로부터 맞이한 셋케 쇼군(摂家将軍)을 추대하고 쇼군의 지위를 형식적인 것으로 두는 한편 정무 결재의 사실상의 톱이 된 싯켄과 그 보좌인 렌쇼(連署), 합의기관인 효조슈(評定衆)를 두고 집단지도체제를 성립시킨다. 이는 형식적으로 고케닌의 주군은 쇼군이며, 싯켄은 쇼군이 거느린 고케닌의 제1인자일 뿐이라는 사정이 있었다.
또한 호조 야스토키는 분가를 거듭한 호조 일문을 통솔하고 있었기에 소료케(惣領家)의 가정 기관을 두고 가정 운영을 위한 조문을 정하였다.

### 도쿠소케 권력 독점
1246년에 쓰네토키가 아직 어린 아들을 남기고 사망했을 때, 쓰네토키의 동생인 도키요리의 도쿠소케 가독(家督)과 싯켄직 취임은 취임 요리아이(寄合)에서 결정되었다. 도키요리는 전임 쇼군 후지와라노 요리쓰네(藤原頼経)를 가마쿠라로 쫓아내고 동시에 그를 지지하던 유력 고케닌들을 배제하였으며, 싯켄으로써 확고한 권위를 쌓아올렸다(미야 소동宮騒動). 또한 호지 합전(宝治合戦)에서 유력 고케닌이었던 미우라 씨(三浦氏)를 멸망시키고 셋케 쇼군으로써 반도쿠소 세력의 지지를 모으고 있던 5대 쇼군 후지와라노 요리쓰구(藤原頼嗣)마저 폐위시키고 1252년 새로이 무네타카 친왕(宗尊親王)을 6대 쇼군으로 옹립한다. 선대 요리쓰네나 요리쓰구와 달리 황족 가운데서 맞이한 쇼군이었기에, 이들을 미야 쇼군(宮将軍) 또는 황족 쇼군(皇族将軍)이라고 한다. 도키요리 자신은 병으로 싯켄에서 물러났으나, 도키요리의 적자인 도키무네가 아직 어렸기 때문에 고쿠라쿠지류(極楽寺流) 계통인 호조 나가토키(北条長時)에게 싯켄을 넘겨주었다. 그러나 실권만큼은 변함없이 도키요리 자신이 쥐고 있었고, 나가토키는 도키요리가 장성할 때까지의 징검다리격 존재이자 동시에 도키요리의 꼭두각시에 불과하였다. 여기서부터 도쿠소와 싯켄의 괴리가 시작되었다.
도키요리 사후 도키무네는 외척이 아다치 야스모리(安達泰盛)나 미우치비토들의 보좌를 받아 두 번에 걸쳐 몽골의 공격에 맞섰다. 분에이의 역(文永の役)이라 불리는 제1차 일본 원정 당시 일본군은 몽골군의 집단전법에 고전했고 고안의 역(弘安の役)이라 불리는 제2차 일본 원정에서는 작전 지령이 도키무네의 이름으로 나왔으며, 도쿠소 피관이 전장에 파견되어 고케닌들의 지휘를 맡았다. 이로 인해 도쿠소의 발언력이 강화되는 결과를 가져왔다. 특히 2월 소동(二月騒動) 이후 쇼군의 전권 사항으로써 쇼군이 고케닌들에게 은상으로써 영지를 하사하는 「고은사타」(御恩沙汰)와 쇼군이 고케닌의 관위, 관직을 교토의 조정에 추천하는 「간쇼사타」(官途沙汰)를 도쿠소가 장악한 것은 그 권력을 결정적으로 하는 것이었다. 이는 고케닌의 제1인자에 지나지 않았던 호조 씨가 고케닌의 주군인 쇼군의 권력 행위자가 되었음을 의미하는 것이었다.
도키무네 사후 어린 나이로 싯켄 그리고 도쿠소가 된 사다토키를 대신해 실권을 장악한 것은 호조 씨의 외척으로써 고케닌층의 지지를 받고 있던 아다치 야스모리였고, 막부의 정치를 주도하며 고안 덕정(弘安徳政)을 개시하였다. 그러나 호조 씨의 사적 가신이었던 미우치비토의 대표격인 내관령(内管領) 다이라노 요리쓰나(平頼綱)와 대립하였고, 시모쓰키 소동(霜月騒動)으로 멸망당하고 말았다. 이후 도쿠소가 실제로 권력을 행사할 수 없는 경우는 대신 내관령이 주도하는 체제가 되었다.

### 도쿠소 전제와 미우치비토 대두
다이라노 요리쓰나는 호조 사다토키를 끼고 전제정치를 행하였으나, 헤이젠몬의 난(平禅門の乱)으로 사다토키에게 멸망당하였다. 사다토키는 자신이 정무에 힘쓰며 도쿠소 전제체제를 강화하였으나, 몽골 침공 이후 몽골과의 전투에서 공을 세우고도 은상을 받지 못해 몰락하는 고케닌들이 늘어났으며, 싯켄의 지위는 유명무실화되어 여러 구니에서 아쿠토(悪党)라 불리는 반란 분자들의 준동이 활발하게 벌어지기 시작하였다.
또한 막부 내부에서도 권력이 강화됨에 따라 도쿠소와 호조 씨 서류 가문 사이의 대립이 격화되었으며, 가겐의 난(嘉元の乱)으로 호조 씨 서류 가문을 배제하는 데에 실패한 사다토키는 그 뒤 술에 빠져서 정무를 방기했다. 이후 막부의 주도권은 호조 씨의 서류 가문이나 나가사키 씨(長崎氏) 등 미우치비토들로 이루어진 요리아이슈(寄合衆)로 넘어갔고, 도쿠소는 쇼군이 그랬던 것처럼 장식이나 다름없는 존재가 되었으며, 도쿠소 전제 체제는 붕괴의 길로 나아갔다.
나아가 호조 다카토키의 시대에 이르러 가마쿠라 막부는 내관령 나가사키 엔키(長崎円喜) ・ 외척인 아다치 도키아키(安達時顕) 등의 요리아이에 의한 「융통성 없는 선례 위주」(形の如く子細なく) 운영이 이루어지면서 다카토키가 주도권을 발휘할 기회조차도 구할 수 없게 되었다. 호조 씨 일문을 필두로 하는 요리아이슈 등 일부 고케닌이 정치 ・ 경제적 지위를 독점하고 있는 현상에 대한 고케닌들의 불만은 높아갔고 기나이(畿内)에서 아쿠토들의 활동이 더욱 활발해져갔는데, 선례주의(先例主義) ・ 형식주의(形式主義)에 빠져 있던 막부는 이에 제대로 대처하지 못하였다. 다카토키는 1331년 나가사키 부자의 배제를 꾀하였으나(겐코의 소동元弘の騒動) 실패하고, 결국 다카토키가 도쿠소로써 정치적인 주도권을 발휘해 볼 기회도 없이 1333년 고케닌 아시카가 다카우지(足利高氏)나 닛타 요시사다(新田義貞) 등에 의해 가마쿠라 막부는 쓰러졌고, 다카토키는 자결, 도쿠소케도 멸망하였다.
그 뒤 다카토키의 차남인 호조 도키유키(北条時行)가 남북조(南北朝)의 전란 와중에 체포되어 처형됨으로써, 호조 씨 적류는 완전히 단절되고 말았다.

## 호조 도쿠소케 저택
가마쿠라 막부를 멸망시킨 고다이고 천황(後醍醐天皇)이 호조 일족의 위령을 위해 1335년 아시카가 다카우지에게 명하여 호조 도쿠소케의 저택이 있던 자리에 호케이지(宝戒寺)를 세웠다. 이를 「고마치 정」(小町亭)이라 불렀으며, 대대로 싯켄이 살고 있었다.

## 비고
- 도키우지 이후 도쿠소 당주나 그 형제들은 대체로 단명한 경우가 많았다. 도키우지 이후 당주들 가운데 가장 오래 살았던 인물이 사다토키(41세 사망) 뿐으로, 31세로 자결한 마지막 당주 다카토키도 병약한 인물이었다. 도쿠소케 당주는 같은 호조 씨나 외척인 아다치 씨로부터 부인을 맞이하는 경우가 많았기 때문에 이러한 근친혼이 누적되면서 역대 당주의 수명에도 영향을 미쳤을 가능성이 지적되고 있다.[5]
- 역대 도쿠소 당주는 원래대로라면 쇼군의 휘하로 고케닌의 한 사람이라는 입장이었으나, 에보시오야(烏帽子親) 관계에 따라 쇼군의 이름자 한 자를 받아 자신의 이름자로 이용하며 다른 유력 고케닌을 통제하고 있었던 것이 최근의 연구에서 지적되고 있다.

## 계도
범례:숫자는 도쿠소케 대수(代数), 큰 글자는 싯켄 경력자, 기울임 글자는 렌쇼 경력자입니다.
|                 |                 |                 |                 |                 |                 |  |  | 도키마사(時政)1 |                 |                 |                 |                 |                 |  |  |                                       |                                       |                                       |                                       |                                       |                                       |  |  |                                           |                                           |                                           |                                           |                                           |                                           |  |  |                                       |                                       |                                       |                                       |                                       |                                       |  |  |                                       |                                       |                                       |                                       |                                       |                                       |  |  |                                   |                                   |                                   |                                   |                                   |                                   |  |  |  |  |  |  |  |  |  |  |  |  |  |  |  |  |  |  |  |  |  |  |  |  |  |  |  |  |  |  |  |  |  |  |  |  |  |  |
|                 |                 |                 |                 |                 |                 |  |  |                 |                 |                 |                 |                 |                 |  |  |                                       |                                       |                                       |                                       |                                       |                                       |  |  |                                           |                                           |                                           |                                           |                                           |                                           |  |  |                                       |                                       |                                       |                                       |                                       |                                       |  |  |                                       |                                       |                                       |                                       |                                       |                                       |  |  |                                   |                                   |                                   |                                   |                                   |                                   |  |  |  |  |  |  |  |  |  |  |  |  |  |  |  |  |  |  |  |  |  |  |  |  |  |  |  |  |  |  |  |  |  |  |  |  |  |  |
|                 |                 |                 |                 |                 |                 |  |  |                 |                 |                 |                 |                 |                 |  |  |                                       |                                       |                                       |                                       |                                       |                                       |  |  |                                           |                                           |                                           |                                           |                                           |                                           |  |  |                                       |                                       |                                       |                                       |                                       |                                       |  |  |                                       |                                       |                                       |                                       |                                       |                                       |  |  |                                   |                                   |                                   |                                   |                                   |                                   |  |  |  |  |  |  |  |  |  |  |  |  |  |  |  |  |  |  |  |  |  |  |  |  |  |  |  |  |  |  |  |  |  |  |  |  |  |  |
| 무네토키(宗時)  | 무네토키(宗時)  | 무네토키(宗時)  | 무네토키(宗時)  | 무네토키(宗時)  | 무네토키(宗時)  |  |  | 요시토키(義時)2 | 요시토키(義時)2 | 요시토키(義時)2 | 요시토키(義時)2 | 요시토키(義時)2 | 요시토키(義時)2 |  |  | 〔도키후사류(時房流)〕 도키후사(時房) | 〔도키후사류(時房流)〕 도키후사(時房) | 〔도키후사류(時房流)〕 도키후사(時房) | 〔도키후사류(時房流)〕 도키후사(時房) | 〔도키후사류(時房流)〕 도키후사(時房) | 〔도키후사류(時房流)〕 도키후사(時房) |  |  | 마사노리(政範)                            | 마사노리(政範)                            | 마사노리(政範)                            | 마사노리(政範)                            | 마사노리(政範)                            | 마사노리(政範)                            |  |  |                                       |                                       |                                       |                                       |                                       |                                       |  |  |                                       |                                       |                                       |                                       |                                       |                                       |  |  |                                   |                                   |                                   |                                   |                                   |                                   |  |  |  |  |  |  |  |  |  |  |  |  |  |  |  |  |  |  |  |  |  |  |  |  |  |  |  |  |  |  |  |  |  |  |  |  |  |  |
| 무네토키(宗時)  | 무네토키(宗時)  | 무네토키(宗時)  | 무네토키(宗時)  | 무네토키(宗時)  | 무네토키(宗時)  |  |  | 요시토키(義時)2 | 요시토키(義時)2 | 요시토키(義時)2 | 요시토키(義時)2 | 요시토키(義時)2 | 요시토키(義時)2 |  |  | 〔도키후사류(時房流)〕 도키후사(時房) | 〔도키후사류(時房流)〕 도키후사(時房) | 〔도키후사류(時房流)〕 도키후사(時房) | 〔도키후사류(時房流)〕 도키후사(時房) | 〔도키후사류(時房流)〕 도키후사(時房) | 〔도키후사류(時房流)〕 도키후사(時房) |  |  | 마사노리(政範)                            | 마사노리(政範)                            | 마사노리(政範)                            | 마사노리(政範)                            | 마사노리(政範)                            | 마사노리(政範)                            |  |  |                                       |                                       |                                       |                                       |                                       |                                       |  |  |                                       |                                       |                                       |                                       |                                       |                                       |  |  |                                   |                                   |                                   |                                   |                                   |                                   |  |  |  |  |  |  |  |  |  |  |  |  |  |  |  |  |  |  |  |  |  |  |  |  |  |  |  |  |  |  |  |  |  |  |  |  |  |  |
|                 |                 |                 |                 |                 |                 |  |  |                 |                 |                 |                 |                 |                 |  |  |                                       |                                       |                                       |                                       |                                       |                                       |  |  |                                           |                                           |                                           |                                           |                                           |                                           |  |  |                                       |                                       |                                       |                                       |                                       |                                       |  |  |                                       |                                       |                                       |                                       |                                       |                                       |  |  |                                   |                                   |                                   |                                   |                                   |                                   |  |  |  |  |  |  |  |  |  |  |  |  |  |  |  |  |  |  |  |  |  |  |  |  |  |  |  |  |  |  |  |  |  |  |  |  |  |  |
|                 |                 |                 |                 |                 |                 |  |  | 야스토키(泰時)3 | 야스토키(泰時)3 | 야스토키(泰時)3 | 야스토키(泰時)3 | 야스토키(泰時)3 | 야스토키(泰時)3 |  |  | 〔나고시류(名越流)〕 도모토키(朝時)   | 〔나고시류(名越流)〕 도모토키(朝時)   | 〔나고시류(名越流)〕 도모토키(朝時)   | 〔나고시류(名越流)〕 도모토키(朝時)   | 〔나고시류(名越流)〕 도모토키(朝時)   | 〔나고시류(名越流)〕 도모토키(朝時)   |  |  | 〔고쿠라쿠지류(極楽寺流)〕 시게토키(重時) | 〔고쿠라쿠지류(極楽寺流)〕 시게토키(重時) | 〔고쿠라쿠지류(極楽寺流)〕 시게토키(重時) | 〔고쿠라쿠지류(極楽寺流)〕 시게토키(重時) | 〔고쿠라쿠지류(極楽寺流)〕 시게토키(重時) | 〔고쿠라쿠지류(極楽寺流)〕 시게토키(重時) |  |  | 〔마사무라류(政村流)〕 마사무라(政村) | 〔마사무라류(政村流)〕 마사무라(政村) | 〔마사무라류(政村流)〕 마사무라(政村) | 〔마사무라류(政村流)〕 마사무라(政村) | 〔마사무라류(政村流)〕 마사무라(政村) | 〔마사무라류(政村流)〕 마사무라(政村) |  |  | 〔가나자와류(金沢流)〕 사네토키(実泰) | 〔가나자와류(金沢流)〕 사네토키(実泰) | 〔가나자와류(金沢流)〕 사네토키(実泰) | 〔가나자와류(金沢流)〕 사네토키(実泰) | 〔가나자와류(金沢流)〕 사네토키(実泰) | 〔가나자와류(金沢流)〕 사네토키(実泰) |  |  | 〔이쿠류(伊具流)〕 아리토키(有時) | 〔이쿠류(伊具流)〕 아리토키(有時) | 〔이쿠류(伊具流)〕 아리토키(有時) | 〔이쿠류(伊具流)〕 아리토키(有時) | 〔이쿠류(伊具流)〕 아리토키(有時) | 〔이쿠류(伊具流)〕 아리토키(有時) |  |  |  |  |  |  |  |  |  |  |  |  |  |  |  |  |  |  |  |  |  |  |  |  |  |  |  |  |  |  |  |  |  |  |  |  |  |  |
|                 |                 |                 |                 |                 |                 |  |  | 야스토키(泰時)3 | 야스토키(泰時)3 | 야스토키(泰時)3 | 야스토키(泰時)3 | 야스토키(泰時)3 | 야스토키(泰時)3 |  |  | 〔나고시류(名越流)〕 도모토키(朝時)   | 〔나고시류(名越流)〕 도모토키(朝時)   | 〔나고시류(名越流)〕 도모토키(朝時)   | 〔나고시류(名越流)〕 도모토키(朝時)   | 〔나고시류(名越流)〕 도모토키(朝時)   | 〔나고시류(名越流)〕 도모토키(朝時)   |  |  | 〔고쿠라쿠지류(極楽寺流)〕 시게토키(重時) | 〔고쿠라쿠지류(極楽寺流)〕 시게토키(重時) | 〔고쿠라쿠지류(極楽寺流)〕 시게토키(重時) | 〔고쿠라쿠지류(極楽寺流)〕 시게토키(重時) | 〔고쿠라쿠지류(極楽寺流)〕 시게토키(重時) | 〔고쿠라쿠지류(極楽寺流)〕 시게토키(重時) |  |  | 〔마사무라류(政村流)〕 마사무라(政村) | 〔마사무라류(政村流)〕 마사무라(政村) | 〔마사무라류(政村流)〕 마사무라(政村) | 〔마사무라류(政村流)〕 마사무라(政村) | 〔마사무라류(政村流)〕 마사무라(政村) | 〔마사무라류(政村流)〕 마사무라(政村) |  |  | 〔가나자와류(金沢流)〕 사네토키(実泰) | 〔가나자와류(金沢流)〕 사네토키(実泰) | 〔가나자와류(金沢流)〕 사네토키(実泰) | 〔가나자와류(金沢流)〕 사네토키(実泰) | 〔가나자와류(金沢流)〕 사네토키(実泰) | 〔가나자와류(金沢流)〕 사네토키(実泰) |  |  | 〔이쿠류(伊具流)〕 아리토키(有時) | 〔이쿠류(伊具流)〕 아리토키(有時) | 〔이쿠류(伊具流)〕 아리토키(有時) | 〔이쿠류(伊具流)〕 아리토키(有時) | 〔이쿠류(伊具流)〕 아리토키(有時) | 〔이쿠류(伊具流)〕 아리토키(有時) |  |  |  |  |  |  |  |  |  |  |  |  |  |  |  |  |  |  |  |  |  |  |  |  |  |  |  |  |  |  |  |  |  |  |  |  |  |  |
|                 |                 |                 |                 |                 |                 |  |  |                 |                 |                 |                 |                 |                 |  |  |                                       |                                       |                                       |                                       |                                       |                                       |  |  |                                           |                                           |                                           |                                           |                                           |                                           |  |  |                                       |                                       |                                       |                                       |                                       |                                       |  |  |                                       |                                       |                                       |                                       |                                       |                                       |  |  |                                   |                                   |                                   |                                   |                                   |                                   |  |  |  |  |  |  |  |  |  |  |  |  |  |  |  |  |  |  |  |  |  |  |  |  |  |  |  |  |  |  |  |  |  |  |  |  |  |  |
|                 |                 |                 |                 |                 |                 |  |  | 도키우지(時氏)4 | 도키우지(時氏)4 | 도키우지(時氏)4 | 도키우지(時氏)4 | 도키우지(時氏)4 | 도키우지(時氏)4 |  |  | 도키자네(時実)                        | 도키자네(時実)                        | 도키자네(時実)                        | 도키자네(時実)                        | 도키자네(時実)                        | 도키자네(時実)                        |  |  | 긴요시(公義)                              | 긴요시(公義)                              | 긴요시(公義)                              | 긴요시(公義)                              | 긴요시(公義)                              | 긴요시(公義)                              |  |  |                                       |                                       |                                       |                                       |                                       |                                       |  |  |                                       |                                       |                                       |                                       |                                       |                                       |  |  |                                   |                                   |                                   |                                   |                                   |                                   |  |  |  |  |  |  |  |  |  |  |  |  |  |  |  |  |  |  |  |  |  |  |  |  |  |  |  |  |  |  |  |  |  |  |  |  |  |  |
|                 |                 |                 |                 |                 |                 |  |  | 도키우지(時氏)4 | 도키우지(時氏)4 | 도키우지(時氏)4 | 도키우지(時氏)4 | 도키우지(時氏)4 | 도키우지(時氏)4 |  |  | 도키자네(時実)                        | 도키자네(時実)                        | 도키자네(時実)                        | 도키자네(時実)                        | 도키자네(時実)                        | 도키자네(時実)                        |  |  | 긴요시(公義)                              | 긴요시(公義)                              | 긴요시(公義)                              | 긴요시(公義)                              | 긴요시(公義)                              | 긴요시(公義)                              |  |  |                                       |                                       |                                       |                                       |                                       |                                       |  |  |                                       |                                       |                                       |                                       |                                       |                                       |  |  |                                   |                                   |                                   |                                   |                                   |                                   |  |  |  |  |  |  |  |  |  |  |  |  |  |  |  |  |  |  |  |  |  |  |  |  |  |  |  |  |  |  |  |  |  |  |  |  |  |  |
|                 |                 |                 |                 |                 |                 |  |  |                 |                 |                 |                 |                 |                 |  |  |                                       |                                       |                                       |                                       |                                       |                                       |  |  |                                           |                                           |                                           |                                           |                                           |                                           |  |  |                                       |                                       |                                       |                                       |                                       |                                       |  |  |                                       |                                       |                                       |                                       |                                       |                                       |  |  |                                   |                                   |                                   |                                   |                                   |                                   |  |  |  |  |  |  |  |  |  |  |  |  |  |  |  |  |  |  |  |  |  |  |  |  |  |  |  |  |  |  |  |  |  |  |  |  |  |  |
| 쓰네토키(経時)5 | 쓰네토키(経時)5 | 쓰네토키(経時)5 | 쓰네토키(経時)5 | 쓰네토키(経時)5 | 쓰네토키(経時)5 |  |  | 도키요리(時頼)6 | 도키요리(時頼)6 | 도키요리(時頼)6 | 도키요리(時頼)6 | 도키요리(時頼)6 | 도키요리(時頼)6 |  |  | 〔아소류(阿蘇流)〕 도키사다(時定)     | 〔아소류(阿蘇流)〕 도키사다(時定)     | 〔아소류(阿蘇流)〕 도키사다(時定)     | 〔아소류(阿蘇流)〕 도키사다(時定)     | 〔아소류(阿蘇流)〕 도키사다(時定)     | 〔아소류(阿蘇流)〕 도키사다(時定)     |  |  |                                           |                                           |                                           |                                           |                                           |                                           |  |  |                                       |                                       |                                       |                                       |                                       |                                       |  |  |                                       |                                       |                                       |                                       |                                       |                                       |  |  |                                   |                                   |                                   |                                   |                                   |                                   |  |  |  |  |  |  |  |  |  |  |  |  |  |  |  |  |  |  |  |  |  |  |  |  |  |  |  |  |  |  |  |  |  |  |  |  |  |  |
| 쓰네토키(経時)5 | 쓰네토키(経時)5 | 쓰네토키(経時)5 | 쓰네토키(経時)5 | 쓰네토키(経時)5 | 쓰네토키(経時)5 |  |  | 도키요리(時頼)6 | 도키요리(時頼)6 | 도키요리(時頼)6 | 도키요리(時頼)6 | 도키요리(時頼)6 | 도키요리(時頼)6 |  |  | 〔아소류(阿蘇流)〕 도키사다(時定)     | 〔아소류(阿蘇流)〕 도키사다(時定)     | 〔아소류(阿蘇流)〕 도키사다(時定)     | 〔아소류(阿蘇流)〕 도키사다(時定)     | 〔아소류(阿蘇流)〕 도키사다(時定)     | 〔아소류(阿蘇流)〕 도키사다(時定)     |  |  |                                           |                                           |                                           |                                           |                                           |                                           |  |  |                                       |                                       |                                       |                                       |                                       |                                       |  |  |                                       |                                       |                                       |                                       |                                       |                                       |  |  |                                   |                                   |                                   |                                   |                                   |                                   |  |  |  |  |  |  |  |  |  |  |  |  |  |  |  |  |  |  |  |  |  |  |  |  |  |  |  |  |  |  |  |  |  |  |  |  |  |  |
|                 |                 |                 |                 |                 |                 |  |  |                 |                 |                 |                 |                 |                 |  |  |                                       |                                       |                                       |                                       |                                       |                                       |  |  |                                           |                                           |                                           |                                           |                                           |                                           |  |  |                                       |                                       |                                       |                                       |                                       |                                       |  |  |                                       |                                       |                                       |                                       |                                       |                                       |  |  |                                   |                                   |                                   |                                   |                                   |                                   |  |  |  |  |  |  |  |  |  |  |  |  |  |  |  |  |  |  |  |  |  |  |  |  |  |  |  |  |  |  |  |  |  |  |  |  |  |  |
| 도키스케(時輔)  | 도키스케(時輔)  | 도키스케(時輔)  | 도키스케(時輔)  | 도키스케(時輔)  | 도키스케(時輔)  |  |  | 도키무네(時宗)7 | 도키무네(時宗)7 | 도키무네(時宗)7 | 도키무네(時宗)7 | 도키무네(時宗)7 | 도키무네(時宗)7 |  |  | 〔무네마사류(宗政流)〕 무네마사(宗政) | 〔무네마사류(宗政流)〕 무네마사(宗政) | 〔무네마사류(宗政流)〕 무네마사(宗政) | 〔무네마사류(宗政流)〕 무네마사(宗政) | 〔무네마사류(宗政流)〕 무네마사(宗政) | 〔무네마사류(宗政流)〕 무네마사(宗政) |  |  | 무네요리(宗頼)                            | 무네요리(宗頼)                            | 무네요리(宗頼)                            | 무네요리(宗頼)                            | 무네요리(宗頼)                            | 무네요리(宗頼)                            |  |  | 〔사쿠라다류(桜田流)〕 지곤(時厳)     | 〔사쿠라다류(桜田流)〕 지곤(時厳)     | 〔사쿠라다류(桜田流)〕 지곤(時厳)     | 〔사쿠라다류(桜田流)〕 지곤(時厳)     | 〔사쿠라다류(桜田流)〕 지곤(時厳)     | 〔사쿠라다류(桜田流)〕 지곤(時厳)     |  |  | 무네토키(宗時)                        | 무네토키(宗時)                        | 무네토키(宗時)                        | 무네토키(宗時)                        | 무네토키(宗時)                        | 무네토키(宗時)                        |  |  | 마사요리(政頼)                    | 마사요리(政頼)                    | 마사요리(政頼)                    | 마사요리(政頼)                    | 마사요리(政頼)                    | 마사요리(政頼)                    |  |  |  |  |  |  |  |  |  |  |  |  |  |  |  |  |  |  |  |  |  |  |  |  |  |  |  |  |  |  |  |  |  |  |  |  |  |  |
| 도키스케(時輔)  | 도키스케(時輔)  | 도키스케(時輔)  | 도키스케(時輔)  | 도키스케(時輔)  | 도키스케(時輔)  |  |  | 도키무네(時宗)7 | 도키무네(時宗)7 | 도키무네(時宗)7 | 도키무네(時宗)7 | 도키무네(時宗)7 | 도키무네(時宗)7 |  |  | 〔무네마사류(宗政流)〕 무네마사(宗政) | 〔무네마사류(宗政流)〕 무네마사(宗政) | 〔무네마사류(宗政流)〕 무네마사(宗政) | 〔무네마사류(宗政流)〕 무네마사(宗政) | 〔무네마사류(宗政流)〕 무네마사(宗政) | 〔무네마사류(宗政流)〕 무네마사(宗政) |  |  | 무네요리(宗頼)                            | 무네요리(宗頼)                            | 무네요리(宗頼)                            | 무네요리(宗頼)                            | 무네요리(宗頼)                            | 무네요리(宗頼)                            |  |  | 〔사쿠라다류(桜田流)〕 지곤(時厳)     | 〔사쿠라다류(桜田流)〕 지곤(時厳)     | 〔사쿠라다류(桜田流)〕 지곤(時厳)     | 〔사쿠라다류(桜田流)〕 지곤(時厳)     | 〔사쿠라다류(桜田流)〕 지곤(時厳)     | 〔사쿠라다류(桜田流)〕 지곤(時厳)     |  |  | 무네토키(宗時)                        | 무네토키(宗時)                        | 무네토키(宗時)                        | 무네토키(宗時)                        | 무네토키(宗時)                        | 무네토키(宗時)                        |  |  | 마사요리(政頼)                    | 마사요리(政頼)                    | 마사요리(政頼)                    | 마사요리(政頼)                    | 마사요리(政頼)                    | 마사요리(政頼)                    |  |  |  |  |  |  |  |  |  |  |  |  |  |  |  |  |  |  |  |  |  |  |  |  |  |  |  |  |  |  |  |  |  |  |  |  |  |  |
|                 |                 |                 |                 |                 |                 |  |  | 사다토키(貞時)8 |                 |                 |                 |                 |                 |  |  |                                       |                                       |                                       |                                       |                                       |                                       |  |  |                                           |                                           |                                           |                                           |                                           |                                           |  |  |                                       |                                       |                                       |                                       |                                       |                                       |  |  |                                       |                                       |                                       |                                       |                                       |                                       |  |  |                                   |                                   |                                   |                                   |                                   |                                   |  |  |  |  |  |  |  |  |  |  |  |  |  |  |  |  |  |  |  |  |  |  |  |  |  |  |  |  |  |  |  |  |  |  |  |  |  |  |
|                 |                 |                 |                 |                 |                 |  |  |                 |                 |                 |                 |                 |                 |  |  |                                       |                                       |                                       |                                       |                                       |                                       |  |  |                                           |                                           |                                           |                                           |                                           |                                           |  |  |                                       |                                       |                                       |                                       |                                       |                                       |  |  |                                       |                                       |                                       |                                       |                                       |                                       |  |  |                                   |                                   |                                   |                                   |                                   |                                   |  |  |  |  |  |  |  |  |  |  |  |  |  |  |  |  |  |  |  |  |  |  |  |  |  |  |  |  |  |  |  |  |  |  |  |  |  |  |
|                 |                 |                 |                 |                 |                 |  |  |                 |                 |                 |                 |                 |                 |  |  |                                       |                                       |                                       |                                       |                                       |                                       |  |  |                                           |                                           |                                           |                                           |                                           |                                           |  |  |                                       |                                       |                                       |                                       |                                       |                                       |  |  |                                       |                                       |                                       |                                       |                                       |                                       |  |  |                                   |                                   |                                   |                                   |                                   |                                   |  |  |  |  |  |  |  |  |  |  |  |  |  |  |  |  |  |  |  |  |  |  |  |  |  |  |  |  |  |  |  |  |  |  |  |  |  |  |
|                 |                 |                 |                 |                 |                 |  |  | 다카토키(高時)9 | 다카토키(高時)9 | 다카토키(高時)9 | 다카토키(高時)9 | 다카토키(高時)9 | 다카토키(高時)9 |  |  | 야스이에(泰家)                        | 야스이에(泰家)                        | 야스이에(泰家)                        | 야스이에(泰家)                        | 야스이에(泰家)                        | 야스이에(泰家)                        |  |  |                                           |                                           |                                           |                                           |                                           |                                           |  |  |                                       |                                       |                                       |                                       |                                       |                                       |  |  |                                       |                                       |                                       |                                       |                                       |                                       |  |  |                                   |                                   |                                   |                                   |                                   |                                   |  |  |  |  |  |  |  |  |  |  |  |  |  |  |  |  |  |  |  |  |  |  |  |  |  |  |  |  |  |  |  |  |  |  |  |  |  |  |
|                 |                 |                 |                 |                 |                 |  |  | 다카토키(高時)9 | 다카토키(高時)9 | 다카토키(高時)9 | 다카토키(高時)9 | 다카토키(高時)9 | 다카토키(高時)9 |  |  | 야스이에(泰家)                        | 야스이에(泰家)                        | 야스이에(泰家)                        | 야스이에(泰家)                        | 야스이에(泰家)                        | 야스이에(泰家)                        |  |  |                                           |                                           |                                           |                                           |                                           |                                           |  |  |                                       |                                       |                                       |                                       |                                       |                                       |  |  |                                       |                                       |                                       |                                       |                                       |                                       |  |  |                                   |                                   |                                   |                                   |                                   |                                   |  |  |  |  |  |  |  |  |  |  |  |  |  |  |  |  |  |  |  |  |  |  |  |  |  |  |  |  |  |  |  |  |  |  |  |  |  |  |
|                 |                 |                 |                 |                 |                 |  |  |                 |                 |                 |                 |                 |                 |  |  |                                       |                                       |                                       |                                       |                                       |                                       |  |  |                                           |                                           |                                           |                                           |                                           |                                           |  |  |                                       |                                       |                                       |                                       |                                       |                                       |  |  |                                       |                                       |                                       |                                       |                                       |                                       |  |  |                                   |                                   |                                   |                                   |                                   |                                   |  |  |  |  |  |  |  |  |  |  |  |  |  |  |  |  |  |  |  |  |  |  |  |  |  |  |  |  |  |  |  |  |  |  |  |  |  |  |
|                 |                 |                 |                 |                 |                 |  |  | 구니토키(邦時)  | 구니토키(邦時)  | 구니토키(邦時)  | 구니토키(邦時)  | 구니토키(邦時)  | 구니토키(邦時)  |  |  | 도키유키(時行)                        | 도키유키(時行)                        | 도키유키(時行)                        | 도키유키(時行)                        | 도키유키(時行)                        | 도키유키(時行)                        |  |  |                                           |                                           |                                           |                                           |                                           |                                           |  |  |                                       |                                       |                                       |                                       |                                       |                                       |  |  |                                       |                                       |                                       |                                       |                                       |                                       |  |  |                                   |                                   |                                   |                                   |                                   |                                   |  |  |  |  |  |  |  |  |  |  |  |  |  |  |  |  |  |  |  |  |  |  |  |  |  |  |  |  |  |  |  |  |  |  |  |  |  |  |

## 같이 보기
- 집권
- 로쿠하라 단다이

## 참고 문헌
- 細川重男 『鎌倉政権得宗専制論』（吉川弘文館、1999年） ISBN 4-642-02786-6
- 奥富敬之 『時頼と時宗』（日本放送出版協会、2000年） ISBN 4-14-080549-8
- 中西豪 「北条得宗家の野望 争乱に終始した仮託の政権」
  - 学習研究社『歴史群像』2004年6月号 No.65　p178~p187
- 細川重男『北条氏と鎌倉幕府』（講談社〈講談社選書メチエ〉、2011年） ISBN 978-4-06-258494-4